# Lepiku (Vinni)
Lepiku is een plaats in de Estlandse gemeente Vinni, provincie Lääne-Virumaa. De plaats heeft de status van dorp (Estisch: küla) en telt 40 inwoners (2021).

## Geschiedenis
Lepiku werd pas rond 1939 afgesplitst van Roela. Tussen 1977 en 1997 hoorde Lepiku bij het buurdorp Obja.